# Українці Нью-Йорка
Українці Нью-Йорка — особи з українським громадянством або національністю, які мешкають в місті Нью-Йорк і є частиною української діаспори в США. Для збереження своєї культури, звичаїв та традицій створено спілки, асоціації, виходять засоби масової інформації, працюють українські установи.

## Історія
Протягом чотирьох хвиль міграції сформувалася українська громада Нью-Йорку. Перші переселенці прибули у 1870-х роках. Насамперед це були заробітчани з західноукраїнських міст (Закарпаття та Лемківщини), що тоді належали Австро-Угорщині. Вони влаштовувалися на заводах міста. Яскраво їх переселення та перші роки описав в оповіді «Без язика» український письменник Володимир Короленко, який під час подорожі до США відвідав Нью-Йорк.
Друга хвиля української імміграції до США припала на міжвоєнний період (20-30-ті роки ХХ століття) і суттєво відрізнялася від довоєнної. По-перше, різко зменшилась кількість іммігрантів, що було пов'язано з періодом Великої депресії у США, а також вжитими американськими властями заходів з обмеження імміграції. По-друге, серед українців з'явились політичні емігранти — учасники визвольних змагань в Україні 1918—1920 років. Після падіння кількох українських урядів, до Сполучених Штатів прибули солдати, офіцери, національна інтелігенція, які вирушили до Америки через політичні переконання.
Переважна більшість українців з третьої хвилі імміграції прибули до Сполучених Штатів протягом 1947—1951 рр. і належали до категорії так званих «переміщених осіб», які після Другої світової війни перебували у таборах для біженців та військовополонених, значну частину становили колишні вояки УПА, ветерани української дивізії «Галичина», яким вдалося уникнути ліквідації радянськими спецслужбами. Цього разу серед прибульців була велика кількість інтелігенції та науковців. Вони сприяли розвитку українського політичного, громадського, культурного та релігійного життя в діаспорі. Цих іммігрантів об'єднувала відданість ідеї незалежності України й відновлення української суверенної держави. Саме представники цієї хвилі імміграції розгорнули активну діяльність по збиранню та збереженню писемних, речових та інших пам'яток історії та культури України. У 1950-х роках виникла так звана Нью-Йоркська група, що складалася з поетів-емігрантів.
Початком четвертої хвилі імміграції до США (так званої «економічної імміграції») вважають середину 1980-х років. Під час занепаду та розпаду Радянського Союзу чимало українців, користуючись можливістю відвідати родичів в США, залишались тут на постійне проживання. Більшість з них залишили територію СРСР, а потім — незалежної України через скрутні економічні умови, що настали після розпаду Радянського Союзу. Основна їх маса мала вищу освіту або технічну спеціальність, володіла англійською мовою, що давало змогу знайти роботу в США. Багато з них розпочали свій власний бізнес, відкрили приватні фірми, ресторани.

## Сьогодення
Станом на 2016 рік в Нью-Йорку мешкає більше 131.300 українців. Компактно проживають на 2-й авеню Манхеттену (між 6-ю і 10-ю вулицями, біля площі Шевченка), що отримала назву «Українська долина міста» чи «Українське східне село» (відносно Українського села в Чикаго). Інша назва «Маленька Україна» (за аналогією Маленька Італія тощо в Нью-Йорку).
Поділ українців на еміграції досить складний: діаспоряни тривалий час поділялися не лише на «стару» і «нову» еміграцію, православних і греко-католиків, українськомовних і тих, які вже не говорять українською, бандерівців та мельниківців, рештки УНРівського та гетьманського політичних таборів тощо. Євромайдан і війна на сході України об'єднали українську громаду в Нью-Йорку.

### Відомі діаспоряни Нью-Йорку
- Юліан Китастий, бандурист
- Вірляна Ткач, режисер, художній керівник мистецької групи «Яра»
- Олександр Балабан, чиновник в міністерстві доходів та зборів США
- Юрій Савицький, архитектор
- Володимир Джус, підприємець
- Емма Андієвська, письменниця, поетеса
- Михайло Яримович, науковий та державний діяч
- Володимир Дармохвал, підприємець

## Громадські організації

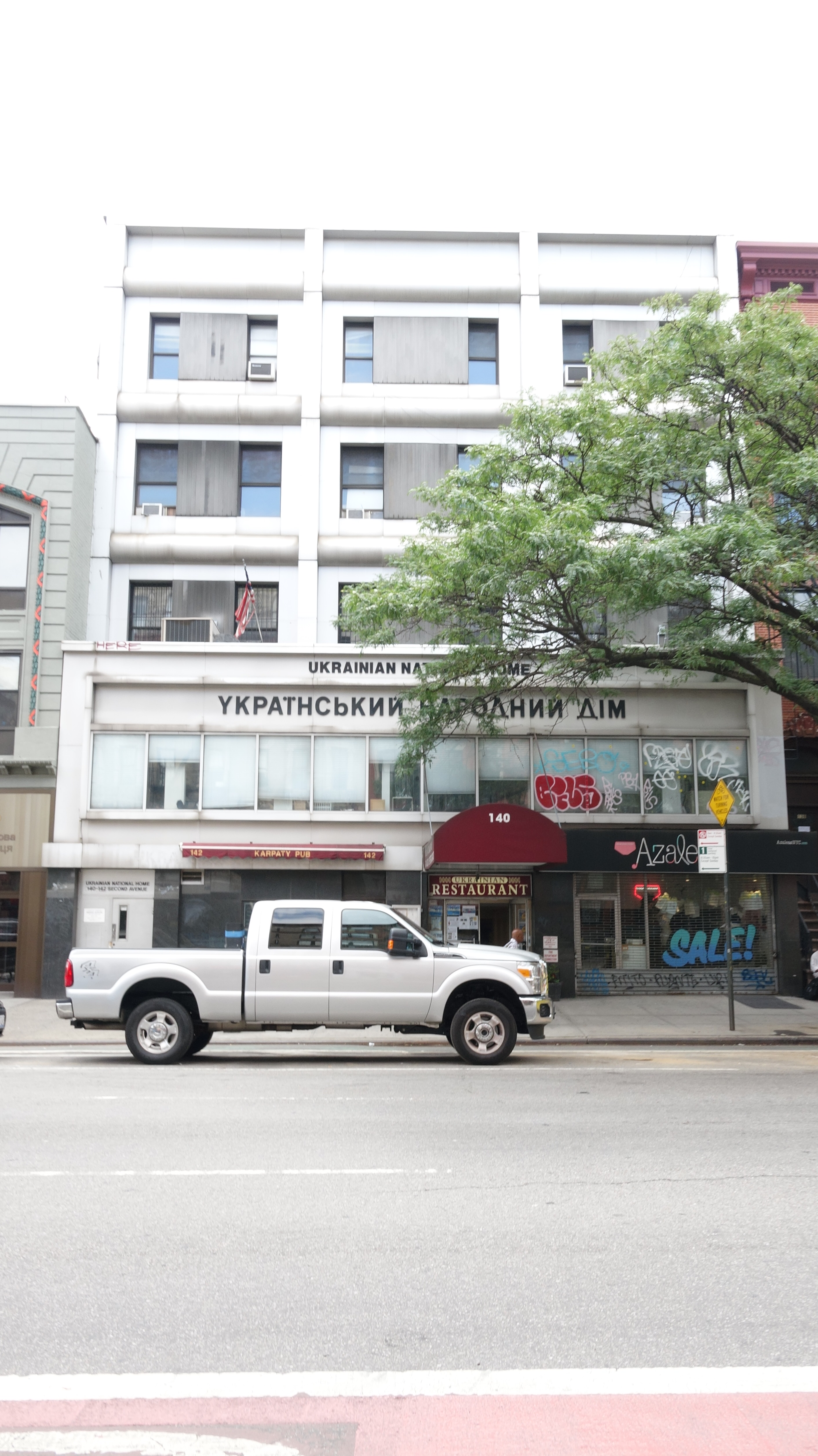
Український Народний дім

1952 року засновано Український культурний центр «Союзівка» (створено Українським Народним Союзом) в районі в Кергонксон. Розташовано на 250 акрах площі з 9 будинками, кожен з яких був названий на честь регіонів України. Тепер цей культурний центр на лоні природи використовується для різноманітних програм, що ставлять за мету прищепити гордість за українську спадщину в американської молоді українського походження. Він організовує дитячі табори з вивчення культурної спадщини, семінари, фестивалі, концерти, танцювальні вечори та художні виставки.
Існує Український інститут Америки (Ukrainian Institute of America) з президентом Даніелєм Свістелем (Daniel Swistel). Започатковано Український народний дім, який сьогодні очолює Андрій Ластовецький. Активно діє Спілка української молоді на чолі з Андрієм Бігуном.
На території Українського кварталу велика кількість українських ресторанів, магазинів і інших установ. Тривалий час діяли Український Мистецький клуб, Літературний клуб, кав'ярня «Київ», ресторан «Одеса». Проте їх закрито з 2010-х років. Мала громада і щонайменше три українські книгарні. Нині залишилася лише «Сурми».
У 2014 році виник серед діаспорян волонтерський рух. Головою волонтерського руху української діаспори Стейтен-Айленд м. Нью-Йорк є Олег Мельник, що регулярно надсилає допомогу військовим АТО.

## Культурні потреби

### Релігійні установи і організації
Поруч з площею Шевченка знаходиться українська католицька церква Святого Юра. Перша служба відбулася у 1890 році. 1965 року створено Українське Патріархальне Товариство з метою домагатися патріархального устрою Української Католицької Церкви на чолі з Верховним Архієпископом Йосипом Сліпим. Теперішня назва від 1979 року.
По неділях тут проходять служби, на які з'їжджається вся віруюча українська громада Нью-Йорка. З 1926 року існує Українська православна кафедра Святого Володимира. Церква взяла активну участь, аби об'єднати українське православ'я на теренах США, розгорнула бурхливу господарчу діяльність. У квітні 1946 року парафія придбала ферму в Саут Бавнд-Бруку, яку було названо «Українським селом». Парафіяни церкви Св. Володимира своєю працею та згуртованістю змогли перетворити цю ферму-пустку на чудове місце відпочинку з насиченим культурним життям. Тут було збудовано житлові приміщення, капличку, упорядковано господарські приміщення, ставок та газони, що дозволило проводити тут пікніки, різноманітні культурні заходи, а юнацтву Пласту та СУМу відбувати літні табори.

### Освіта і наука

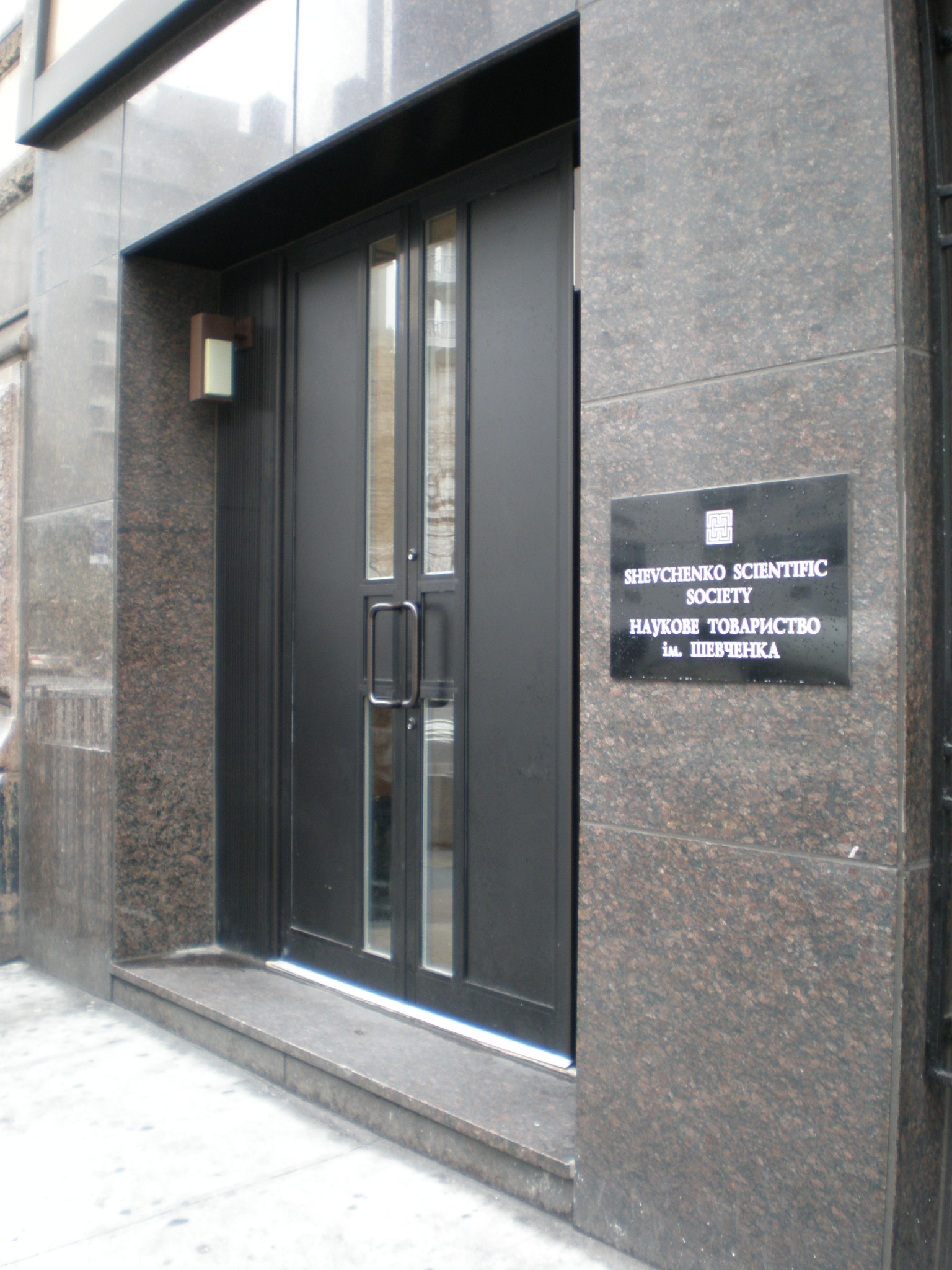
Вхід до Наукового товариства імені Тараса Шевченка

1949 року відкрито першу суботню українську школу, яку нині очолює Іван Макар. Сюди дітей українці везуть із найвіддаленіших районів міста — Брукліна, Квінса, Стейтен-Айленда, Вестчестера і навіть із сусіднього штату — Нью-Джерсі. У школі вчиться близько 200 дітей — тут займаються усі — від дошкільнят до дванадцятикласників. Від американських однолітків діти з української діаспори відрізняються тим, що крім американської шкільної програми мають ще й свою українську.
У місті з 1947 року діє Наукове товариство імені Тараса Шевченка (НТТШ, президент — Галина Гринь), при якому створено дослідницький центр з питань вивчення української діаспори у Сполучених Штатах Америки. Товариство організовує та проводить наукові конференції, колоквіуми, симпозіуми та щотижневі публічні лекції, бере участь у загальнонаціональних та міжнародних наукових конференціях та конгресах з україно-слов'янських студій. Вона надає дослідницькі гранти для вчених та стипендії для кваліфікованих студентів. НТТШ опублікувало численні наукові роботи на різних мовах, включаючи три багатотомні енциклопедії України.
1948 році засновано Український Інститут Америки. 1950 року створено Українську вільну академію наук, президентом якої натепер є Альберт Кіпа. Академія співпраццює з Колумбійським університетом.

### Музей

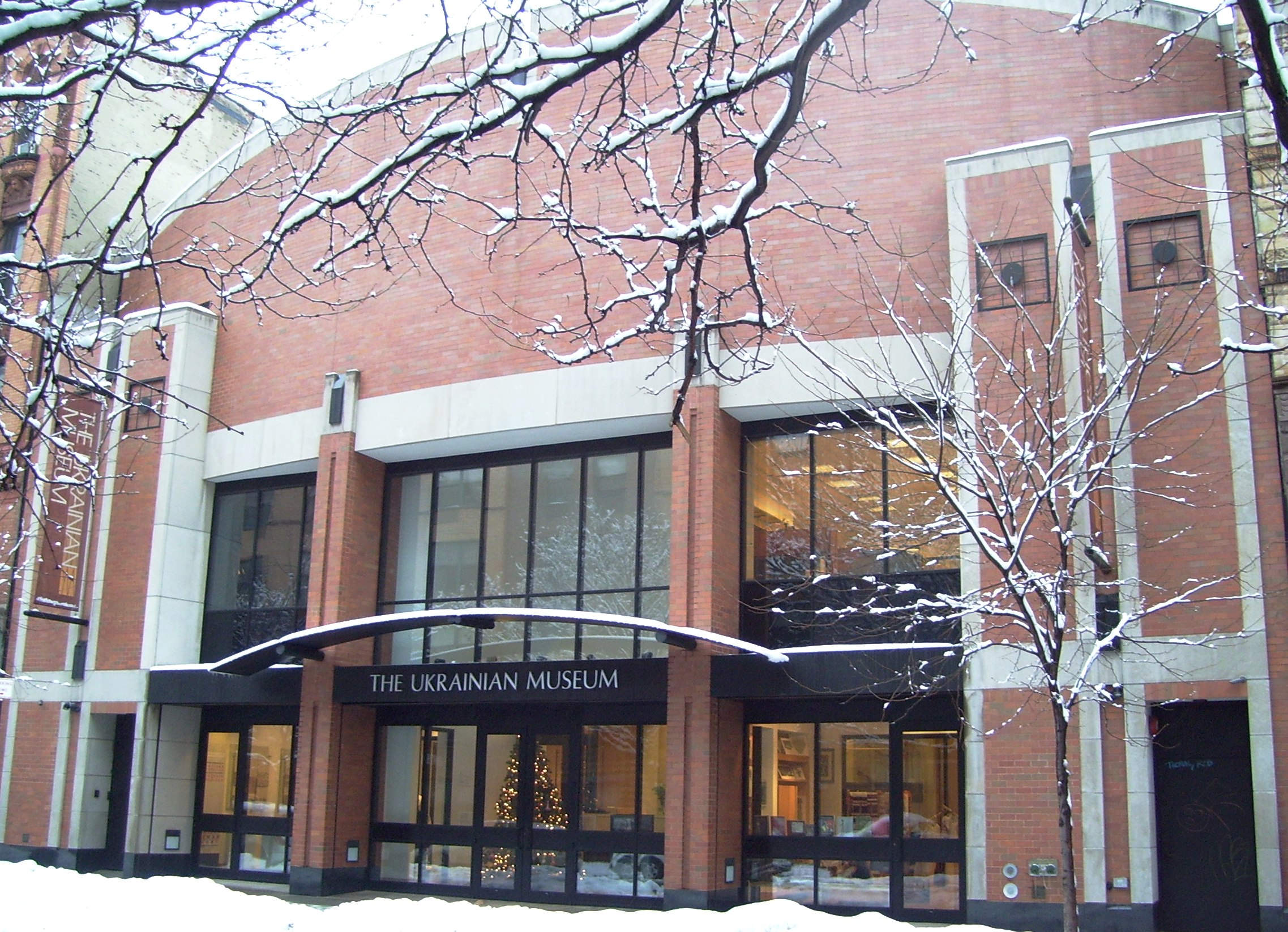
Український музей

1976 року відкрито Український музей в Нью-Йорку. Основна колекція була започаткована Союзом Українок Америки на початку 1930-х років і перебувала під патронатом СУА до створення музею. Своїм патроном куратори музею обрали майстра, якого добре знають у Нью-Йорку — Олександра Архипенка. 
Є найбільшим музеєм в США, що зберігає і плекає культурну та історичну спадщину українського народу. Колекція музею складається з трьох основних груп: етнографічної, образотворчої та архіву історії і культурної спадщини української еміграції в США — особисті архіви українських родин, старі фото, антикварні видання. У 2005 році музей переїхав у нове приміщення в центрі Манхеттена. В музеї демонструють українське кіно. Серед музейних архівів на особливу увагу заслуговують зібрання мап 17-18-го століть; велика нумізматична колекція, яка включає в себе срібну гривню 9-го, монети 16-го століття та українські гроші від початку 20-го століття до наших днів; колекція поштових марок від першої чверті 20-го століття до сьогодення; світлини й документи, пов'язані з українською еміграцією до США.
Музейні майстерні народної творчості вчать усіх охочих опановувати традиційні українські ремесла: писанкарство, вишивання, ткання гобелени, традиційне хлібопечення, вироблення герданів (прикрас із бісеру) та Різдвяних і новорічних іграшок. Ключові експозиції присвячено народному та образотворчому мистецтву, в тому числі сучасному мистецтву й фотографії, але в Музеї проходять також історико-архівні виставки. Головні галереї розташовані на 1-му і 2-му поверхах, менші виставки розміщуються також на нижньому рівні. Щороку Музей влаштовує кілька тематичних виставок. 
Натепер музей очолює Рената Холод.

## ЗМІ
Протягом 1908—1921 року друкувався тижневик Союз. 1918—1923 році в місті виходив двотижневик Січові Вісті. У 1967—2002 роках в Нью-Йорку друкувалося та виходило накладом видання Української греко-католицької церкви «Патріярхат».
В мережі інтернет створено FACEBOOK-спільноту «Українці Нью-Йорку». У 2015 році започатковано українсько-американський культурно-мистецький журнал «InLove».

## Установи українців США
Крім того, в Нью-Йорку розташовані загальноамериканські установи українців — Український Конгресовий Комітет Америки (очолює Андрій Футей), Українсько-американська координаційна Рада (очолює Ігор Гавдяк), Союз Українок Америки (очолює Маріанна Заяць), Товариство українських інженерів Америки (очолює Аскольд Борецький), Українська скаутська організація «Пласт» (очолює Петро Ставничий), Об'єднання мистців українців у Америці.

## Заходи
1922 року вперше українська громада провела «український день», під час якого влаштувала 20-тисячну демонстрацію проти гноблення Польщею українців у Східній Галичині за участю українських громадських товариств та інституцій з усіх американських міст. З цього моменту увійшов в традицію.
У травні, на 7 вулиці, між 2 і 3 авеню проходить щорічний український фестиваль Святого Юра, який започатковано у 1976 році. Він був заснований отцями Чину Святого Василія Великого на честь святкування 200-ї річниці від проголошення незалежності США.

## Український бізнес
Федеральна кредитова спілка «Самопоміч — Нью-Йорк» на чолі із Богданом Курчаком. 1966 року створено Українську Національну Федеральну Кредитну Спілку UkrNatFCU. Українська кредитівка — це некомерційна організація. Усі отримані доходи повертаються до її членів у вигляді безкоштовних зборів на послуги, вищих дивідендів за рахунками і невисоких відсоткових ставок за кредитами.
Відомим підприємцем та філантропом був Володимир Джус, засновник промислової компанії.